# Robbi Gubitosa
Robbi Angelo Gubitosa (22 agosto 1973) è un allenatore di pallacanestro svizzero.

## Carriera
Intraprende la carriera da allenatore dal 2006 iniziando nelle giovanili della Società Atletica Basket Massagno fino ad essere nominato vice-allenatore di Milutin Nikolić nella stagione 2011-2012. Dal 2012 al 2016 è capo allenatore della SAM. Durante la prima stagione, assistito da Gary Stich, raggiunge la finale di Coppa di Svizzera venendo però sconfitto dall'Union Neuchâtel Basket. Lascia l'incarico al termine della stagione 2015-2016. Il 28 febbraio 2017 torna sulla panchina di Massagno, sostituendo il dimissionario Renato Pasquali. Nel 2023 conquista il primo titolo del club vincendo la Coppa di Lega svizzera dopo due sconfitte in finale nelle edizioni precedenti.

## Palmarès
- Coppa di Lega svizzera: 1

Massagno: 2023
- Supercoppa di Svizzera: 1

Massagno: 2023